# Iława Główna
Iława Główna – stacja kolejowa w Iławie, w województwie warmińsko-mazurskim w Polsce. Według klasyfikacji PKP ma kategorię dworca regionalnego. Stacja obsługuje pociągi pasażerskie wszystkich rodzajów oraz pociągi towarowe.

## Ruch pasażerski
| Rok  | Wymiana roczna | Wymiana pasażerska na dobę | Miejsce w Polsce |
| ---- | -------------- | -------------------------- | ---------------- |
| 2017 | 1 060 000      | 2900                       | 83               |
| 2018 | 1 310 000      | 3600                       | ~80              |
| 2019 | 1 350 000      | 3700                       | 80               |
| 2020 | 842 000        | 2300                       | 70               |
| 2021 | 1 020 000      | 2800                       | 71               |
| 2022 | 1 496 500      | 4100                       | 87               |
| 2023 | 1 606 000      | 4400                       | 81               |

## Historia
Do 1903 stacja nosiła nazwę Deutsch Eylau Ostbahnhof, czyli Iława Wschodnia. Do końca II wojny światowej znajdowała się na terytorium Niemiec; w okresie międzywojennym była stacją graniczną po niemieckiej stronie, na linii tranzytowej do Torunia. Przez krótki czas po zakończeniu wojny funkcjonował tu ważny punkt przeładunkowy repatriantów z kresów wschodnich.

## Budynek i infrastruktura

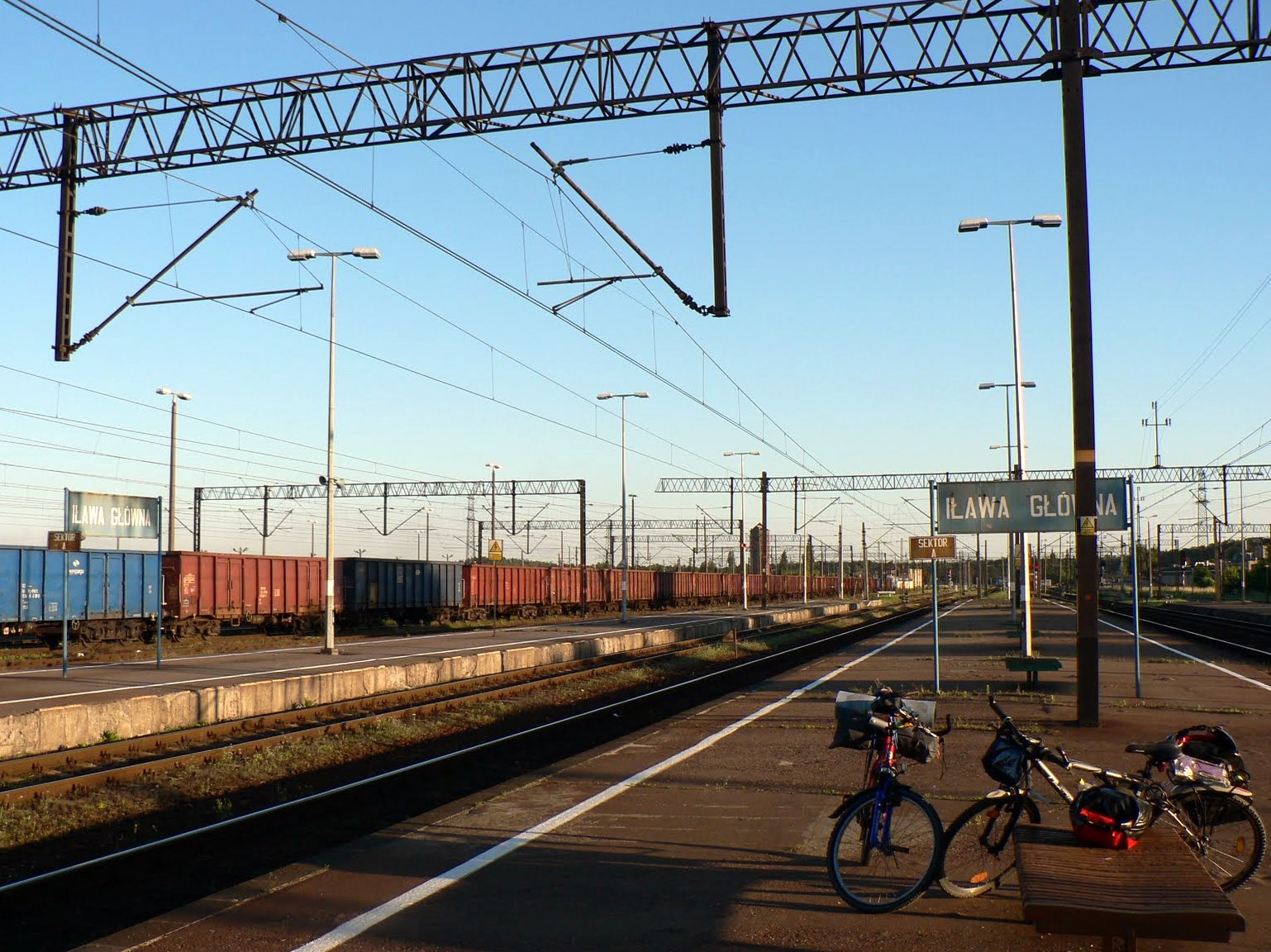
Perony dworca przed modernizacją (2010)

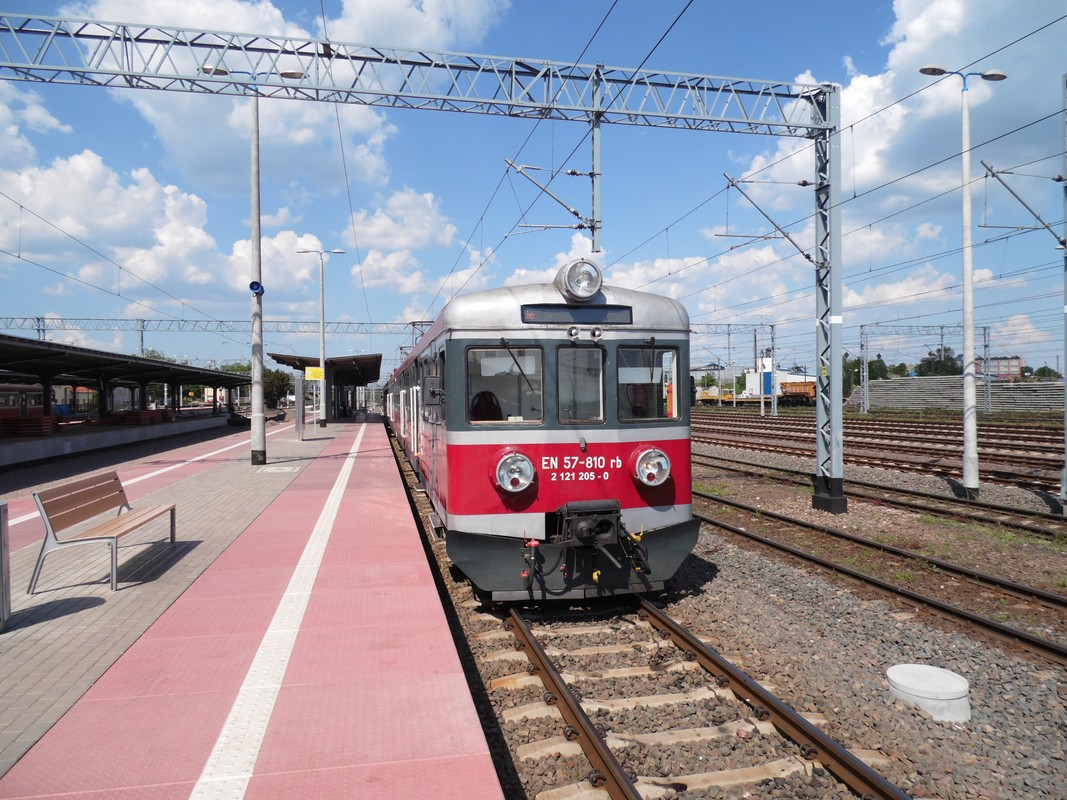
Perony dworca po modernizacji (2014)

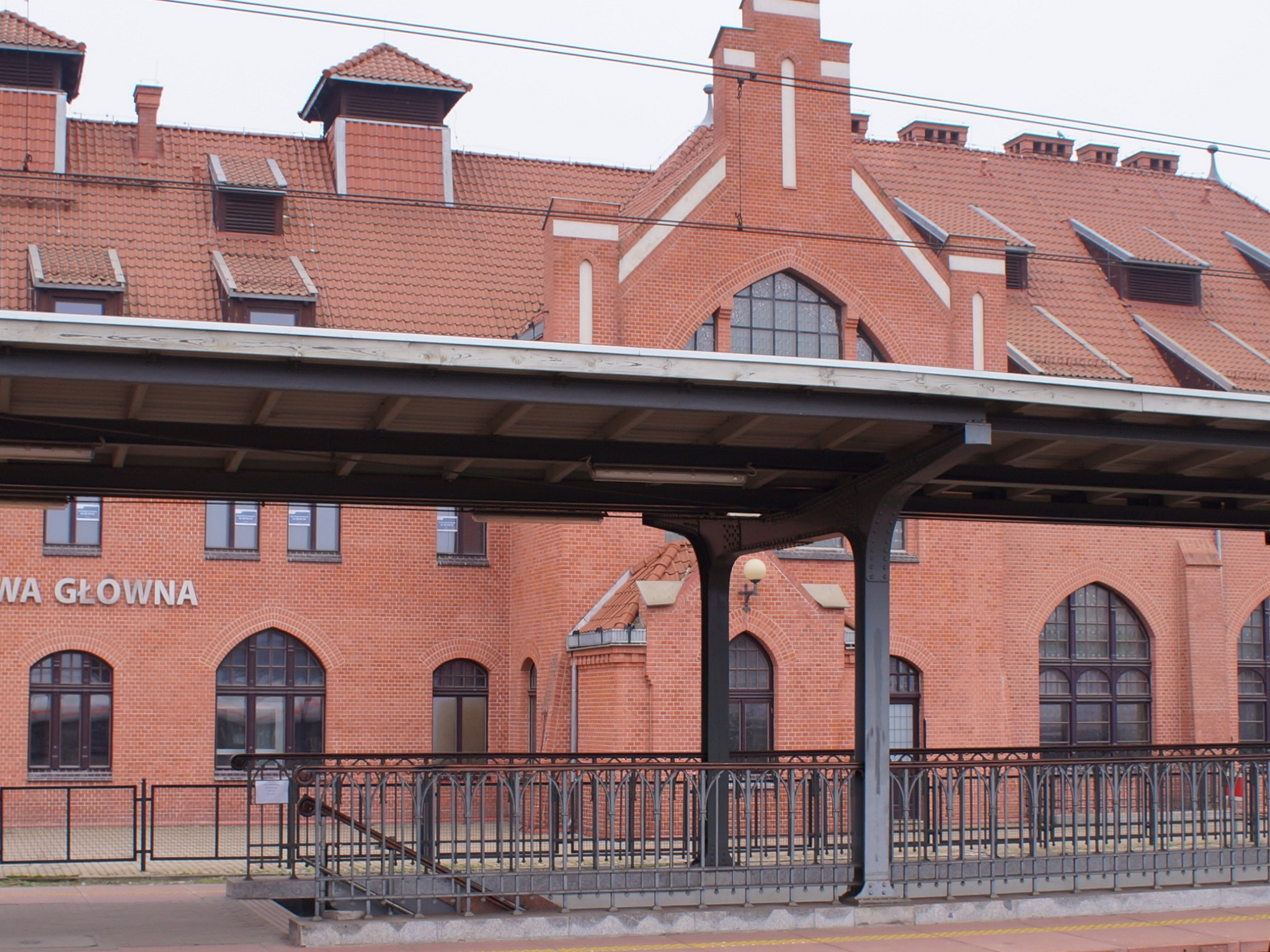
Perony wraz z wiatami (2020)

Dworzec mieści się w zabytkowym neogotyckim budynku z 1900 roku przy ulicy Dworcowej. Wewnątrz znajdują się dwie kasy biletowe, poczekalnia oraz kioski handlowe. Dworzec połączony jest z peronami przejściem podziemnym. Wszystkie perony są zadaszone wiatą.
Budynek dworca jest zbudowany na planie przypominającym nieco prostokąt. Mury dworca wzmacniane są przyporami. Gmach jest z budowany z czerwonej cegły, nietynkowany, fragmentami malowany na biało. Dach jest złożony: głównie naczółkowy. Znajduje się na nim kilka lukaren. Główne wejście, wyraźnie wysunięte, ozdobione jest trzema sterczynami, zespołem okien w kształcie gotyckiego ostrołuku, wypełnionych witrażami, na których widnieje herb Iławy oraz dwoma parami drzwi dwuskrzydłowych z półokrągłymi nadświetlami. Po stronie północno-wschodniej do budynku dobudowane jest pomieszczenie, nad którym znajduje się taras. W hallu głównym pod sufitem znajdują freski przedstawiające herby miast oraz motywy roślinne. Strop jest kolebkowy, drewniany.
16 sierpnia 2006 r. budynek dworca został wpisany w rejestr zabytków (nr rej.: A-2282).
W latach 2010–2012 trwała modernizacja dworca, kosztowała 16,75 mln zł, środki na jego rewitalizację pochodziły z PKP S.A. oraz budżetu państwa, 18 stycznia 2012 otwarto go dla podróżnych.